# Tragulus
A Tragulus az emlősök (Mammalia) osztályának párosujjú patások (Artiodactyla) rendjébe, ezen belül a kancsilfélék (Tragulidae) családjába tartozó nem.
Családjának a típusneme.

## Tudnivalók
A Tragulus-fajok előfordulási területe Délkelet-Ázsiában van; Kína déli részétől délre, egészen a Fülöp-szigetekig és az indonéziai Jáva szigetig tart. Fajtól függően 40-75 centiméteresek és 0,7-8 kilogrammosak. Bundájuk nagyjából egyszínű. Magányosan vagy párban élnek; növényi eredetű étrendjük van.

## Rendszerezés
A nembe az alábbi 6 élő faj tartozik:
- nagy kancsil (Tragulus napu) (F. Cuvier, 1822)
- fülöp-szigeteki kancsil (Tragulus nigricans) (Thomas, 1892)
- jávai kancsil (Tragulus javanicus) (Osbeck, 1765) - típusfaj
- kis kancsil (Tragulus kanchil) (Raffles, 1821)
- thaiföldi kancsil (Tragulus williamsoni) (Kloss, 1916)
- vietnami kancsil (Tragulus versicolor) (Thomas, 1910)

## Képek

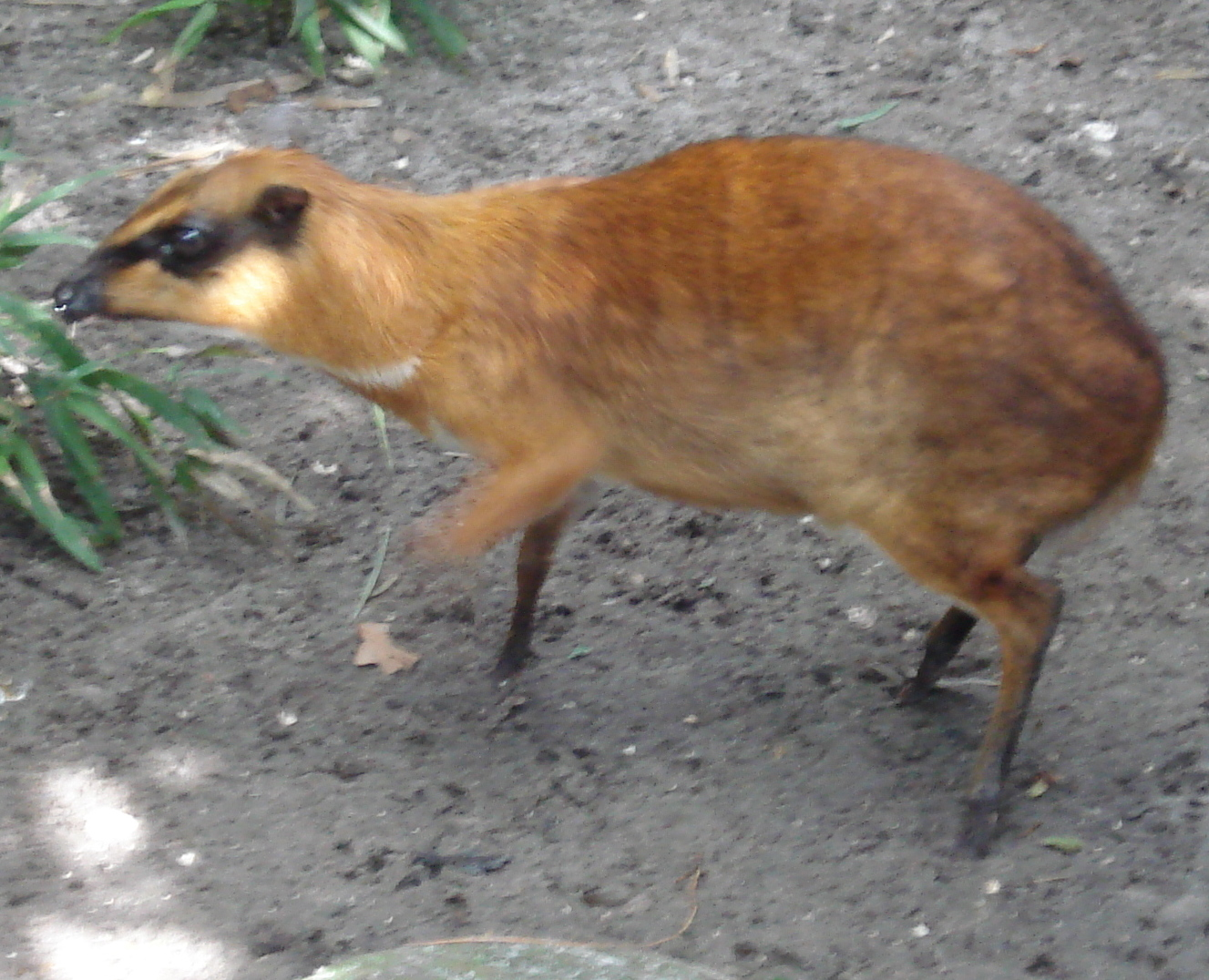
nagy kancsil (Tragulus napu)
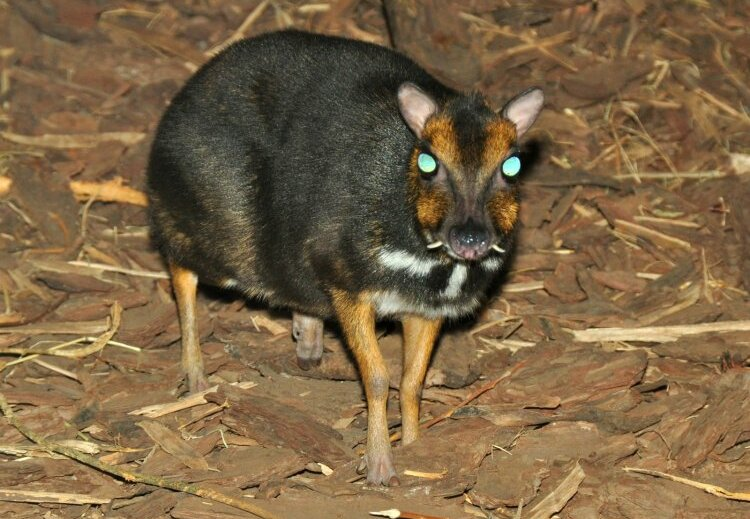
fülöp-szigeteki kancsil (Tragulus nigricans)
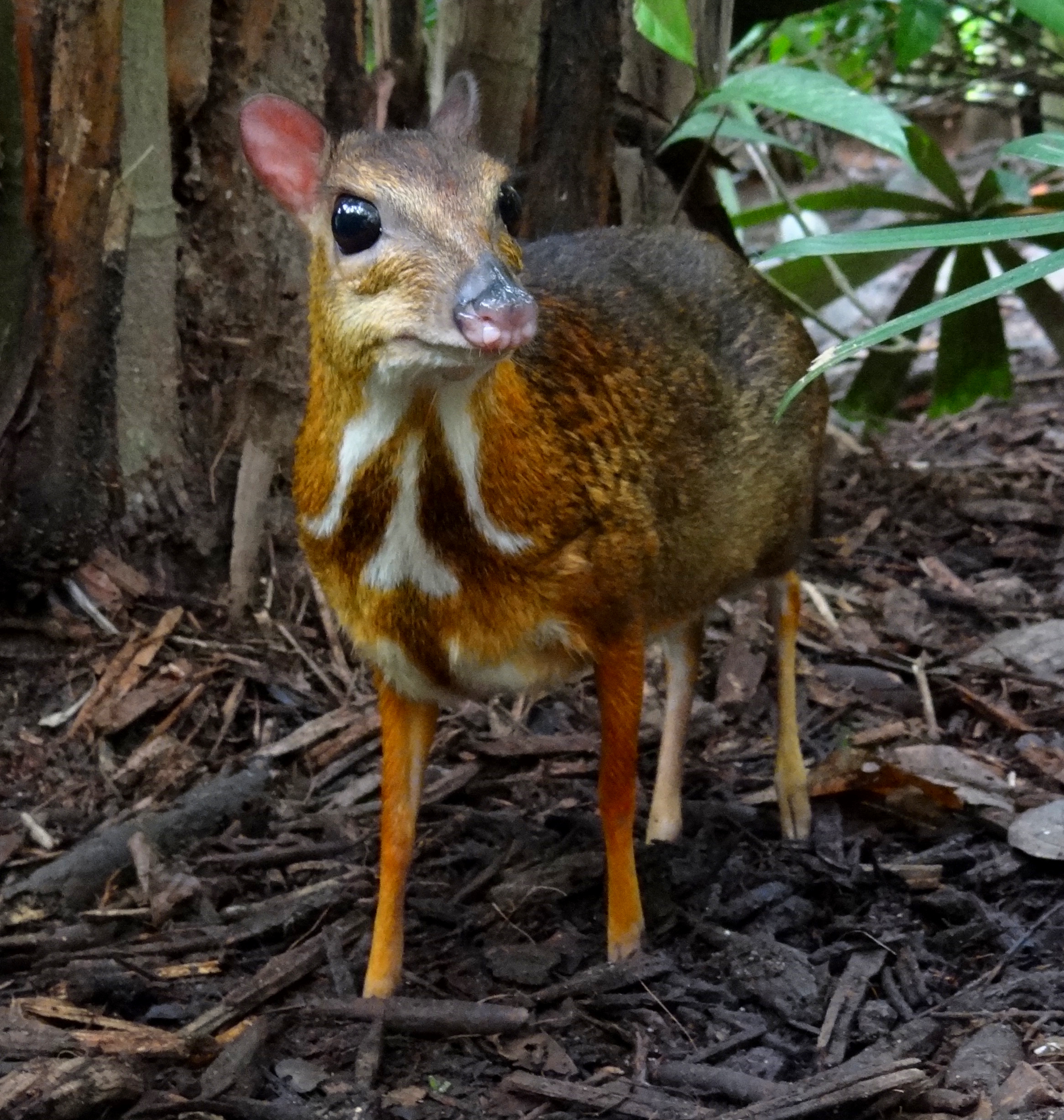
kis kancsil (Tragulus kanchil)

## Fordítás
- Ez a szócikk részben vagy egészben  a   Tragulus című angol Wikipédia-szócikk ezen változatának fordításán alapul.  Az eredeti cikk szerkesztőit annak laptörténete sorolja fel. Ez a jelzés csupán a megfogalmazás eredetét és a szerzői jogokat jelzi, nem szolgál a cikkben szereplő információk forrásmegjelöléseként.